# Культова класика
Культова класика (англ. cult classic) — твір, що став об'єктом шанування у згуртованої групи шанувальників. Культова класика часто асоціюється з андеграундом і вважається надто ексцентричною для широкого загалу. Однією з особливостей подібних творів є емоційна прихильність їх шанувальників, що виявляється у створенні фендомів та фанфіків.

## Фільми
Хоча культовим може стати як авторський, так і мейнстрімний фільм, іноді до них відносять фільми, що не досягли успіху в широкому прокаті і набули популярності в деяких соціальних групах та субкультурах. Так, наприклад, «Вудсток» (1970) став особливо популярним серед хіпі, а «Фокус-покус» (1993) має культовий статус серед американок, що народилися в 1980-х і на початку 1990-х років.

## Комп'ютерні ігри
Деякі відеоігри часто з унікальними концепціями, які не можуть завоювати популярність у масової аудиторії, стають культовими серед відданої групи людей. Прикладом цього може бути Ico (2001), яка на виході була комерційним провалом, але отримала велику кількість шанувальників завдяки унікальному ігровому процесу та мінімалістській естетиці.

## Музика
Одним із перших прикладів культової класики в рок-музиці став дебютний альбом The Velvet Underground & Nico (1967) групи The Velvet Underground. Попри величезний вплив, який пластинка пізніше вплинула на індустрію, вона спочатку зазнала комерційної невдачі. Протягом наступного десятиліття альбом отримав визнання від рок-критиків, які допомогли зробити його популярнішим.
Деякі альтернативні альбоми також стали культовими. Так, дебютна платівка Pretty Hate Machine (1989) американської індастріал-рок-групи Nine Inch Nails не здобула великого успіху, досягнувши 75-ї позиції в чарті Billboard 200. У наступні роки вона набула андерграундної популярності та була продана достатньо, щоб отримати платиновий сертифікат RIAA в 1995 році, ставши одним з перших незалежно випущених альбомів, що мали цей статус. Платівка Nirvana Bleach (1989) отримав позитивну оцінку від критиків, але не мала великої популярності, поки група не здобула всесвітню популярність після виходу другого альбому Nevermind, який привернув додатковий інтерес до дебютного релізу.